# Blechnum opacum
Blechnum opacum är en kambräkenväxtart som beskrevs av Georg Heinrich Mettenius. Blechnum opacum ingår i släktet Blechnum och familjen Blechnaceae. Inga underarter finns listade.